# 견습 부부
《견습 부부》는 1985년 11월 10일에 MBC TV에서 방영되었던 베스트셀러극장이다.

## 줄거리
제주도로 신혼여행을 온 종태(윤순홍)와 향숙(김청)은 호텔방을 침대방으로 할 것인가, 온돌방으로 할 것인가를 두고 심한 말다툼을 벌인다. 이후 종태의 권위의식과 향숙의 자존심이 사사건건 충돌한다.
어느 날 향숙은 아직 밥을 지을 줄 모르는 상태임에도 종태가 갑자기 회사 동료들을 데리고 들이닥치자 당황하여 그대로 친정집으로 달려간다. 이 문제로 종태가 향숙과 다투다가 향숙의 뺨을 때리자 결국 향숙은 별거에 들어가는데...

## 출연
- 윤순홍
- 김청
- 이영후
- 임현식
- 서권순
- 김혜정
- 오경애
- 견미리
- 문시경
- 차윤회
- 송일권
- 차재홍
- 오현섭
- 신영옥
- 오지영